# Ґореловка
Ґореловка (груз. გორელოვკა) — село в Грузії.
За даними перепису населення 2014 року в селі проживає 1165 осіб.